# Oxyopes constrictus
Oxyopes constrictus är en spindelart som beskrevs av Eugen von Keyserling 1891. Oxyopes constrictus ingår i släktet Oxyopes och familjen lospindlar. Inga underarter finns listade i Catalogue of Life.